# Republic Plaza (Denver)
Republic Plaza je najveća zgrada u Denveru. Visine 218 metara je na 109 mjestu najvećih zgrada SAD-a.
Izgradila ju je tvrtka Skidmore, Owings and Merrill. Ima 56 katova od kojih se većina koriste kao uredi.